# Windows Phone 8

Schermata delle impostazioni

Windows Phone 8 (nome in codice Apollo) è stato un sistema operativo sviluppato da Microsoft destinato agli smartphone. È stato distribuito il 29 ottobre 2012.
Windows Phone 8 è basato sul kernel Windows NT, lo stesso utilizzato da Windows 8 anche se parzialmente modificato. Ciò permette l'utilizzo di linguaggi di programmazione standard come il C++ e C#.
Viene inoltre inclusa la versione mobile di Windows Internet Explorer 10. Windows Phone 8 porta grandi novità anche nell'ambito dei riquadri, infatti sarà possibile regolare la grandezza dei riquadri di sms/email e visualizzare nel riquadro un'anteprima del contenuto appena ricevuto.
Oltre ai miglioramenti grafici, Windows Phone 8 dal lato hardware introduce il supporto ai processori multicore, il supporto per schede MicroSD, supporto per i pagamenti NFC e compatibilità con display di diverse dimensioni.
Inoltre Windows Phone 8 integra le mappe Nokia, introduce la crittografia BitLocker e migliora gli strumenti Office.
Windows Phone 8 permette di inviare file tramite Bluetooth e ha il supporto per il chip NFC e Wi-Fi Direct, inoltre è garantita una serie di API per l'integrazione di servizi aggiuntivi di photosharing, messaggistica e videochiamate (come Instagram, WhatsApp, Skype).
I primi dispositivi con Windows Phone 8 sono disponibili sul mercato dall'autunno del 2012, e i primi marchi a lanciare gli smartphone con Windows Phone 8 sono stati Nokia, Samsung, HTC e in seguito Huawei.
Il primo Windows Phone 8 ad essere presentato al pubblico è stato il Samsung ATIV S durante l'IFA di Berlino il 30 agosto 2012; a seguire il 5 settembre 2012 sono annunciati i Lumia 920 e il Lumia 820.
Microsoft comunica di aver deciso di estendere a 36 mesi il ciclo di vita del supporto a Windows Phone 8. Ciò vuol dire che ai 18 mesi di supporto al proprio sistema operativo mobile se ne aggiungono altri 18, fino ad arrivare al mese di gennaio 2016.

## Storia
La successiva major release, precedentemente conosciuto sotto il nome in codice Windows Phone Apollo, viene annunciata da Microsoft il 20 giugno 2012 ed immessa sul mercato il 29 ottobre dello stesso anno.

### Partner di lancio di Windows Phone 8
Durante il Windows Phone Deloveper Summit del luglio 2012 vengono illustrati i nomi dei partner per il nuovo Windows Phone 8: Nokia, HTC, Samsung e Huawei. Esce dal mercato la LG, azienda importante per Windows Phone 7.
I primi dispositivi con Windows Phone 8 diventano disponibili sul mercato dall'autunno del 2012, e viene presentato al pubblico il Samsung ATIV S, all'IFA di Berlino già il 30 agosto 2012; a seguire il 5 settembre vengono annunciati il Nokia Lumia 920 e il 820. 

#### Altri partner OEM
Nel gennaio 2014 vengono annunciate nuove collaborazioni e si parla, oltre che di un marchio importante come Sony, anche di aziende meno conosciute in occidente ma focalizzate sul mercato indiano, dove il sistema operativo di Microsoft ha riscosso un buon successo: tra queste spiccano Lava e Micromax.

## Novità rispetto a Windows Phone 7

La schermata con le notifiche

- Condivisione con Windows 8, di kernel, file system, driver, gestione rete, sicurezza, componenti multimediali e grafiche.
- Supporto dei processori multi-core fino a 64 cores (Attualmente il sistema è ottimizzato per i processori Snapdragon S4 dual e quad core).
- Supporto per le MicroSD.
- Internet Explorer 10.
- Multitasking Migliorato.
- Supporto ai chip NFC, includendo il supporto per pagamenti online e scambio di file (NFC è parzialmente supportato in Tango e.g. ZTE Orbit).
- Supporto al codice nativo (C++ e C#), Semplificazione del trasporto di app Android, Symbian, e iOS (il codice nativo era supportato in Windows Phone 7 ma solo per i produttori, gli operatori e i partner più importanti).
- Trasporto semplificato di app di Windows 8 a Windows Phone 8.
- Angolo Bambini per permettere ai propri figli di utilizzare solo determinate app del telefono, ad esempio i giochi.
- Riquadri ridimensionabili in tre tipi: piccolo, singolo, doppio.
- Schermata di blocco personalizzabile da parte delle app.
- Notifiche di app di terzi nel Lock Screen.
- Office 2013
- Possibilità di creare delle "stanze" delle sezioni apposite per i gruppi nell'hub contatti
- Musica + Video al posto del vecchio hub Zune.
- Backup degli SMS su OneDrive.
- Bluetooth sbloccato per l'invio di file multimediali su qualsiasi dispositivo
- Possibilità di ingrandire il carattere di sistema e di aumentare il contrasto per una migliore lettura.
- Dettatura di testo anche per le e-mail.
- Possibilità di personalizzare l'hub pagamenti da parte degli operatori.
- Mappe Nokia (mappe Navteq con navigazione offline e turn-by-turn).
- Supporto nativo per la criptografica Bitlocker a 128-bit e implementazione del Secure Boot
- Controllo remoto simile a Windows.
- Integrazione dei servizi e le app esterne di VoIP e video chat nel sistema (integrati nel tastierino numerico, nell'hub persone).
- Pagamenti nelle app.
- Aggiornamenti del sistema senza bisogno di un pc (OTA).
- Supporto minimo garantito di 18 mesi per i dispositivi dalla data di immissione sul mercato.
- La fotocamera ora supporta la funzione "lenses", che permette di utilizzare applicazioni esterne nella fotocamere (es. per le foto panoramiche).
- Camera burst mode permette di scegliere la foto migliore tra una serie di scatti.
- Foto a 360° attraverso la tecnologia di Microsoft PhotoSynth.
- Possibilità di fare screenshot.
- Maggiore integrazione di OneDrive, aggiungendo la possibilità di sincronizzare per esempio la musica.
- Non è più necessario né possibile utilizzare il software Zune per caricare i contenuti sul cellulare.

## Sincronizzazione

Schermata di Windows che riconosce un dispositivo Windows Phone come periferica

Microsoft introduce la possibilità per tutti i dispositivi dotati di questa versione del sistema di essere riconosciuti da un qualsiasi PC Windows come delle vere e proprie periferiche di massa al pari delle chiavette USB in cui trasferire direttamente immagini, musica o video nelle apposite cartelle contenute. La suddetta funzione non può essere riscontrata però quando si collega un Windows Phone 8 a un Mac, che necessita quindi sempre del Windows Phone Connector.
Microsoft ha però inoltre distribuito uno specifico software, denominato App di Windows Phone, per semplificare la sincronizzazione e la modifica di alcuni settaggi dei dispositivi Windows Phone 8. L'azienda di Redmond, in particolare, ne ha distribuite tre versioni:
- App di Windows Phone per Windows 8, compatibile con le varie versioni di Windows 8 e RT, che utilizza l'interfaccia Microsoft;
- App di Windows Phone per PC, compatibile con Windows 8 e 7, che utilizza invece la classica interfaccia di Windows;
- App di Windows Phone per Mac, compatibile con tutti i Mac OS X nelle versioni 10.7 o successive.

## Hardware

### Requisiti minimi
Come già accaduto con Windows Phone 7, anche per questa versione Microsoft ha stabilito requisiti tecnici minimi per tutti i dispositivi che adottano tale sistema operativo. Le caratteristiche sono le seguenti:
- touch screen capacitivo con multi-touch a 4 punti e risoluzione WVGA (480×800) oppure HD (1280×720 o 1280×768)
- Snapdragon S4 dual-core
- GPU con capacità di rendering DirectX 11
- 512 MB di RAM per i dispositivi con display WVGA (800×480) e 1 GB di RAM per i dispositivi con display HD (1280×720 o 1280×768)
- 4 GB di memoria flash per l'archiviazione
- accelerometro con bussola, sensore di luminosità ambientale, sensore di prossimità, GPS assistito e giroscopio
- fotocamera posteriore con flash LED (o allo xeno) opzionale (o allo xeno), fotocamera frontale (VGA o migliore) opzionale e pulsante hardware dedicato
- Wi-Fi 802.11 b/g (802.11n opzionale) e Bluetooth
- jack da 3.5 mm stereo con supporto a comandi con 3 pulsanti e micro USB 2.0

## Aggiornamenti
| Nome versione                          | Nº versione    | Data di pubblicazione                                  | Changelog |
| -------------------------------------- | -------------- | ------------------------------------------------------ | --- |
| Portico                                | 8.0.10211.204  | 11 dicembre 2012 (HTC) fine gennaio 2013 (Nokia Lumia) | - Mantenimento della rete Wi-Fi a schermo spento - Possibilità di avere degli SMS pre-configurati salvati sul proprio terminale - Possibilità di rifiutare una chiamata in entrata inviando un SMS pre-configurato - Nuova voce “seleziona tutto” nei messaggi e foto - Fix per i riavvi improvvisi |
| General Distribution Release 2 (GDR 2) | 8.0.10327.77   | luglio 2013 (Samsung, HTC e Nokia)                     | - Miglioramenti per l'applicazione Xbox Music sia in termini di reattività che in termini di funzionalità, infatti permette di vedere metadati più dettagliati (come informazioni sul brano e sull'album). - Aggiunta della Radio FM, accessibile dall'hub Musica + Video per i terminali che supportano questa funzionalità. - Data Sense, un'applicazione che aiuta a monitorare il quantitativo di dati scaricati dalla rete cellulare. Permette inoltre di impostare una soglia limite di dati scaricabili e di monitorare le singole applicazioni. Viene attivato a discrezione degli operatori telefonici. - Le app che usano il protocollo VoIP (Voice over Internet Protocol) come Lync e Skype offrono prestazioni migliori e più stabilità. - Miglioramenti in Internet Explorer, che aumenta la compatibilità con HTML5. - Aggiunta filtro alla fotocamera (non disponibile per tutti i telefoni) - Altri miglioramenti non specificati. |
| Aggiornamento 3                        | 8.0.10501.127  | ottobre 2013                                           | - Accessibilità: apportate diverse migliorie per facilitare l'utilizzo dei dispositivi da parte degli utenti con problemi di vista. - Storage: sarà possibile liberare spazio dalla memoria con più facilità e rimuovere i file temporanei. Le nuove categorie in “memoria del telefono” mostreranno in dettaglio quali app occupano più spazio. - Modalità Guida: questa nuova modalità permetterà all'utente di disattivare le notifiche di chiamate e messaggi in arrivo per evitare di essere distratti. - Screen: aggiunta la possibilità di disattivare la rotazione dello schermo, per una lettura più agevole in qualsiasi posizione (soprattutto da sdraiati). - Wi-Fi: possibilità di configurare la rete wifi sul proprio dispositivo al primo avvio o dopo un ripristino delle impostazioni di sistema, utile per configurare subito tutti i servizi di rete. - Condivisione Internet: aggiunto il supporto per la condivisione della propria connessione di rete tramite bluetooth con i dispositivi Windows 8.1 - Bluetooth: risolti diversi bachi che causavano problemi nelle connessioni bluetooth con gli accessori e altri dispositivi - Suonerie: possibilità di personalizzare la suoneria degli SMS e di email, voicemail, promemoria e instant message). - App switcher: aggiunta la possibilità di chiudere le applicazioni dal Fast App Switcher con un tap sulle rispettive “X”. - Altri miglioramenti non specificati. |
| Windows Phone 8.1                      | 8.10.12359.845 | 14 aprile 2014 (preview)                               | - Assistente virtuale (Cortana). - Internet Explorer 11 (Supporto a Video all'interno della finestra e swipe per andare avanti o indietro, nuova modalità InPrivate). - Elenco delle app contenente anche i giochi e scritta Nuova se lo è. - Multitasking migliorato (Possibilità di chiudere un'app tramite swipe verso il basso, le app sviluppate per il nuovo O.S. rimangono aperte se si esce con la freccetta). - Alcune applicazioni messe nello Store (Per update più veloci e sono Giochi, Xbox Music, Xbox Video, Calendario, Podcast). - Musica+Video divisa in due App (Xbox Music e Xbox Video, la vecchia Musica+Video rimane solo che rinominata in Music Backstop utilizzabile solo per riprodurre file musicali provenienti da Internet, File Manager..). - Applicazione Giochi migliorata. - Applicazione Fotocamera migliorata. - Contatti, Foto, Messaggi, Portafoglio, Telefono migliorati (ci sono nuove API per l'integrazione con i Social e le vecchie integrazioni sono eliminate, in favore di quelle delle applicazioni). - Store migliorato (nuove liste: Link Rapidi, Raccolte, Categorie, Download, Cronologia, Le mie App; commenti utili, filtri per commenti, tabella dei voti, Spazio per il Cangelog). - Immagine di sfondo per le Live Tile statiche e trasparenti. - OneDrive al posto di SkyDrive. - Nuove API per personalizzare la Schermata di Blocco. - Centro notifiche. - Battery sense, Storeage sense, Wi-Fi sense. - Supporto per l'aggiornamento della Live Tile ogni minuto - Risolto il Bug delle notifiche. - Risolto il Bug della memoria altro. - Possibilità di salvare le App nella scheda SD. - Supporto per le tre colonne medie di Live Tiles. - Tastiera "Word Flow" (tastiera Swype). - Supporto per telefoni senza i pulsanti fisici "Indietro", "Start" e "Cerca" (Essi saranno a schermo). - Supporto per telefoni senza il pulsante fotocamera. - File picker e supporto al download di altri file sul telefono. - Applicazioni universali (Windows 8.1 - Windows Phone 8.1, in unico file con estensione. appx). - Supporto ai dual sim. - Miglioramento allo sviluppo in HTML5/JS. - Skype migliorato. - Project my screen (USB/Miracast). - Supporto per USB OTG. - Gestore File: il file manager ufficiale installabile tramite lo store. |
| Windows Phone 8.1 Aggiornamento (1)    | 8.10.14147.180 | 4 agosto 2014 (preview)                                | - Cortana arriva in Cina in versione Beta, ed in versione Alfa in: Regno Unito, Canada, India e Australia; - Aggiunte cartelle in Start Screen (Il loro funzionamento è ben diverso da quello dell'app Cartelle sviluppata da Nokia in esclusiva per i Lumia); - Miglioramenti ad Xbox Music (L'update arriverà tramite lo store nei giorni successivi alla distribuzione della preview Pubblica) - Supporto alla Live Tile; - Scheda "Riprodotti di recente"; - Supporto all'angolo dei Bambini; - Live tile per Windows Phone Store; - Possibilità di selezionare più SMS contemporaneamente ed eliminarli o inoltrarli tutti in una volta; - Angolo delle app (ispirato all'angolo dei Bambini, serve per limitare l'uso delle App nei dispositivi Aziendali); - Impaginazione di Internet Explorer 11 migliorata (rendering delle pagine web è stato ottimizzato, sia per i siti mobile che per quelli che non venivano visualizzati correttamente); - App degli accessori (Si tratta di una nuova sezione delle Impostazioni in cui vengono raccolte le app dedicate agli accessori come smartwatch e altri dispositivi del genere); - IP statico (I produttori possono aggiungere, nelle impostazioni del Wi-Fi, l'opzione per impostare l'indirizzo IP manualmente, quindi non è detto che sia visibile); - Cartella Musica + Video: Le due app (nei nuovi telefoni o dopo un ripristino) sono raggruppate in una cartella presente di default sulla Start screen, che contiene anche le app Radio FM e Podcast; - Backup di cartelle (Il contenuto e la posizione delle cartelle potrà essere salvato e recuperato dopo un hard reset o ripristinando il backup in un nuovo smartphone); - Tasti funzione virtuali a scomparsa (I soft key possono essere nascosti con uno swipe verso il basso e riattivati con uno verso l'alto); - Tastiera: risolti i problemi con i suggerimenti delle lettere accentate nella tastiera italiana; - Internet condiviso: ora è possibile condividere la connessione a internet anche tramite Bluetooth, oltre che tramite Wi-Fi; - Supporto al protocollo Network Time (che vi permetterà di sincronizzare l'ora anche con il solo Wi-Fi, come sul PC); - Possibilità di installare gli aggiornamenti del dalla SD Card (a discrezione del produttore, nel telefono rimarrebbe solo la versione base di Windows Phone 8.1); - VoIP su rete LTE; - Nuove risoluzioni display supportate; - Fix per il bug di BitLocker con Windows Phone 8.1 Preview e Cyan e molto altro. |

## Compatibilità con Windows Phone 7
Tutte le applicazioni Windows Phone 7 possono essere eseguite su Windows Phone 8. Gli smartphone con sistema operativo Windows Phone 7 non saranno aggiornabili al nuovo O.S. per incompatibilità nella scrittura del sistema. Per questi smartphone è comunque disponibile un aggiornamento a Windows Phone 7.8 con diverse migliorie nell'interfaccia.